# 长葛市实验中学
长葛市实验中学是长葛市的一所民办中学，设初中部与高中部，位于长葛市科技工业园区颍川大道北侧。

## 简介
学校建于2001年，是一所现代化寄宿制民办公助完全中学，为许昌市示范性高中。投资6000多万元，占地162亩，由河南省教育建筑研究所规划设计，总建筑面积37600平米。
建有2座教学大楼、1座实验楼、1座综合办公大楼、1座科技楼、2座学生公寓（装有空调和暖气）、1座教师公寓、1座餐厅（可容纳近千人）和1座礼堂（可容纳近千人）。
现有50多个教学班，在校生3000人；现有教师100多人，其中特级教师5人，高级教师24人，一级教师36人。现任校长是何伟祥，董事长是赵卿茳。
2011年4月，学校与河南省实验中学开始合作办学。目前学校还设有小学部。